# Почётный гражданин Славянска
Почётный гражданин Славянска — звание присуждаемое Славянским городским советом за большой личный вклад в социально-экономическое и культурное развитие города Славянска, людям, которые своими достижениями в науке, технике, культуре и спорте, в военной и государственной сферах, способствовавших росту авторитета города в государстве и за его пределами.
«Положение о Почётном гражданине города Славянска» было утверждено исполком городского Совета народных депутатов 1 марта 1967 года. В 1995 и 1997 годах в «Положение о Почётном гражданине города Славянска» были внесены изменения.
После изменений 1997 года звание может быть присвоено посмертно. Звание может быть снято если гражданин был осуждён.
Получившие звание «Почётный гражданин Славянска» получают свидетельство, удостоверение и нагрудную ленту. Фотографии удостоенных звания, решение Славянского городского совета о получении звания и описание заслуг перед городом заносятся в городскую Книгу Почёта. Эта книга находится в Славянском краеведческом музее.
Звание почётного гражданина даёт право на бесплатную телефонную связь, коммунальные услуги и медицинское обслуживание, бесплатный проезд в городском общественном транспорте. Почётные граждане могут участвовать во всех торжественных мероприятиях Славянска, как почётные гости.
Вручения званий иногда приурочены к годовщинам событий: в 1967 году к 50-летию Великой Октябрьской социалистической революции, 1976 году к 300-летию города, в 1987 году к 32-й годовщине освобождения города от немецко-фашистских захватчиков.

## Список почётных граждан
1. Власов, Иван Власович — звание присвоено 19 апреля 1967 года
2. Велигура, Иван Макарович — звание присвоено 19 апреля 1967 года
3. Иванова, Ирина Ивановна — звание присвоено 19 апреля 1967 года
4. Олейников, Константин Ефимович — звание присвоено 19 апреля 1967 года
5. Спивак, Григорий Кузьмич — звание присвоено 19 апреля 1967 года
6. Манько, Георгий Иванович — звание присвоено 19 апреля 1967 года
7. Аристов, Михаил Константинович — звание присвоено 19 апреля 1967 года
8. Брехов, Константин Иванович — звание присвоено 1 ноября 1967 года
9. Кучеренко, Дмитрий Иустинович — звание присвоено 1 ноября 1967 года
10. Земляной, Иван Иванович — звание присвоено 1 ноября 1967 года
11. Лелющенко, Дмитрий Данилович — звание присвоено 19 апреля 1967 года
12. Кривонос, Петр Фёдорович — звание присвоено 26 октября 1971 года
13. Гардыга, Макар Васильевич — звание присвоено 21 сентября 1976 года
14. Храмченко, Григорий Иванович — звание присвоено 21 сентября 1976 года
15. Богатиков, Юрий Иосифович — звание присвоено 5 сентября 1985 года
16. Шандула, Владимир Никифорович — звание присвоено 5 сентября 1985 года
17. Лосик, Олег Александрович — звание присвоено 2 сентября 1987 года
18. Богун, Николай Андреевич — звание присвоено 18 апреля 1995 года
19. Рыпаленко, Петр Афанасьевич — звание присвоено 18 апреля 1995 года
20. Олейников, Владимир Леонтьевич — звание присвоено 18 апреля 1995 года
21. Пасов, Алексей Егорович — звание присвоено 24 октября 1997 года
22. Горгуленко, Иван Александрович — звание присвоено 11 февраля 1998 года
23. Свешников, Николай Николаевич — звание присвоено 11 февраля 1998 года
24. Новак, Леонид Иосифович — звание присвоено 30 марта 1999 года
25. Кобзон, Иосиф Давыдович — звание присвоено 30 марта 1999 года, лишен звания 26 июля 2017 года[3]
26. Савченко, Юрий Григорьевич — звание присвоено 30 июня 1999 года
27. Чуйко, Анатолий Николаевич — звание присвоено 14 декабря 2000 года
28. Ростропович, Мстислав Леопольдович — звание присвоено 28 февраля 2000 года
29. Фуксман, Лев Ханинович — звание присвоено 26 февраля 2002 года
30. Шнурков, Арсентий Васильевич — звание присвоено 2 ноября 2005 года
31. Смирнов, Виктор Сергеевич — звание присвоено 2 ноября 2005 года
32. Медведев, Николай Михайлович — звание присвоено 2 ноября 2005 года
33. Оковитый, Сергей Иванович — звание присвоено 2 ноября 2005 года